# Historia del hinduismo
La historia del hinduismo cubre una amplia variedad de tradiciones religiosas nativas del subcontinente indio. Su historia se superpone o coincide con el desarrollo de la religión en el subcontinente desde la Edad del Hierro, y algunas de sus tradiciones se remontan a religiones prehistóricas como las de la cultura del valle del Indo de la Edad del Bronce. Los eruditos consideran el hinduismo como una síntesis de varias culturas y tradiciones indias, con diversas raíces y ningún fundador. Esta síntesis hindú surgió después del período védico, entre aproximadamente el 500-200 a. C. y el 300 d. C., en el período de la Segunda Urbanización y el período clásico temprano del hinduismo, cuando se compusieron las Épicas y los primeros Purānas. Floreció en el período medieval, con el declive del budismo en la India.

## Períodos históricos

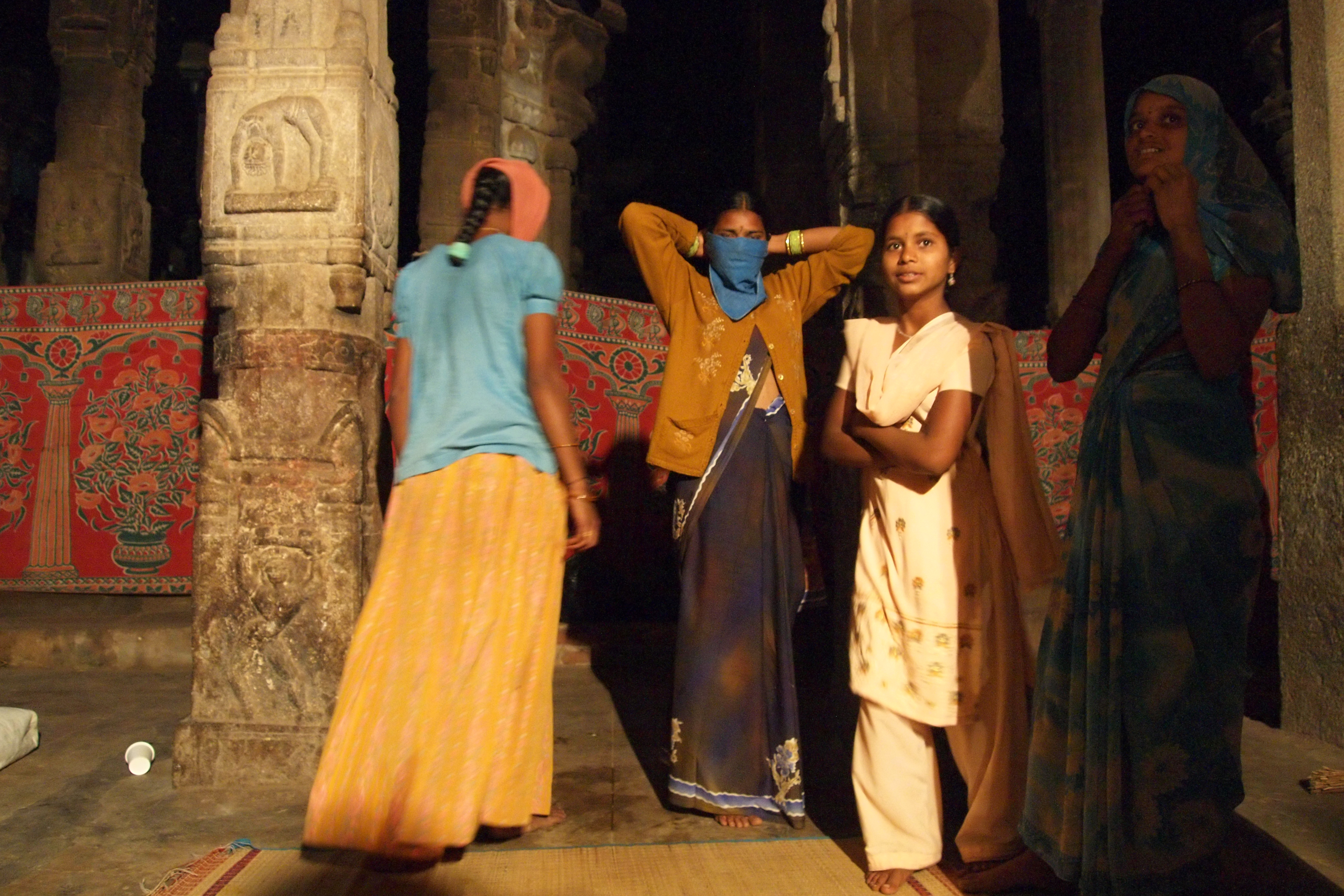
Mujeres hindúes con saris coloridos se preparan para la próxima procesión religiosa hindú en el antiguo templo Virupaksha. El templo fue construido por el Imperio Vijayanagara en el. La historia del templo es ininterrumpida desde el. Hampi, Karnataka, India.

La historia del hinduismo a menudo se divide en períodos de desarrollo. El primero es el período pre-védico, que incluye la civilización del valle del Indo y las religiones prehistóricas locales, que termina aproximadamente en 1750 a. C. Esta época fue seguida en el norte de la India por el período védico, que vio la introducción de la religión védica con las migraciones indoarias, comenzando en algún punto entre 1900 a. C. y 1400 a. C. El período posterior, entre 800 a. C. y 200 a. C., es «un punto de inflexión entre la religión védica y las religiones hindúes», y una etapa formativa para el hinduismo, el jainismo y el budismo. El período épico y puránico temprano, desde c. 200 a. C. a 500 d. C., vio la clásica «Edad de Oro» del hinduismo (c. 320-650 d. C), que coincide con el Imperio Gupta. En esta fase evolucionaron las seis ramas de la filosofía hindú: Samkhya, Yoga, Nyaya, Vaisheshika, Mīmāṃsā y Vedanta. Las sectas monoteístas como el shivaísmo y el vaisnavismo se desarrollaron durante este mismo período a través del Movimiento Bhakti. El período entre el 650 al 1100 forma el período Clásico tardío o la Edad Media temprana, en el que se establece el hinduismo puránico clásico y la consolidación de Adi Shankara hacia la doctrina advaita.
El hinduismo, bajo gobernantes hindúes e islámicos desde c. 1200 a 1750, vio la creciente prominencia del Movimiento Bhakti, que continúa siendo influyente en la actualidad. El período colonial vio el surgimiento de varios movimientos de reforma hindú en parte inspirados por movimientos occidentales, como el unitarismo y la teosofía. La Partición de la India en 1947 se desarrolló en líneas religiosas, y la República de la India surgió con una mayoría hindú. Durante el siglo XX, debido a la diáspora india, se han formado minorías hindúes en todos los continentes, con las comunidades más grandes en números absolutos en Estados Unidos y el Reino Unido.

## Religiones pre-védicas (hastac.1750a.C)

### Prehistoria
El hinduismo puede tener sus raíces en una religión prehistórica mesolítica, como se evidencia en los abrigos rupestres de Bhimbetka, que tienen aproximadamente 10 000 años, así como en la época neolítica. Todavía existen varias religiones tribales, aunque sus prácticas pueden no parecerse a las de las creencias prehistóricas.

### Civilización del valle del Indo (c.3300–1700a.C)

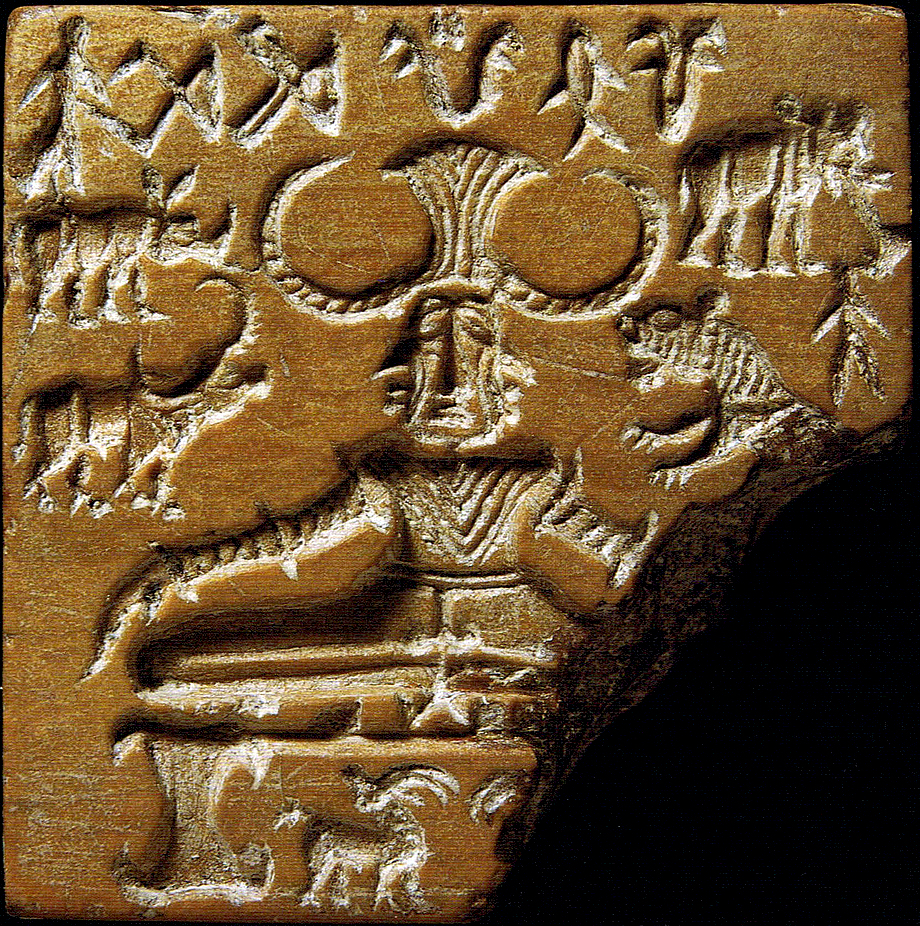
El llamado sello de Shiva Pasupati de la cultura del valle del Indo.

Algunos sellos del valle del Indo muestran esvásticas, que se encuentran en otras religiones en todo el mundo. En los restos de Harappa se han encontrado símbolos fálicos interpretados como el lingam hindú mucho más tardío. Un sello muestra una figura con cuernos sentada en una postura que recuerda a la posición del loto y rodeada de animales: fue nombrada por los primeros excavadores «Pasupati», un epíteto de los dioses hindúes posteriores Shiva y Rudra. Escribiendo en 1997, Doris Meth Srinivasan dijo: «No muchos estudios recientes continúan llamando a la figura del sello un "Proto-Siva"».
En vista de la gran cantidad de figurillas encontradas en el valle del Indo, algunos estudiosos creen que los pobladores de Harappa adoraba a una diosa madre que simbolizaba la fertilidad, una práctica común entre los hindúes rurales en la actualidad. Sin embargo, este punto de vista ha sido cuestionado por S. Clark, quien lo ve como una explicación inadecuada de la función y construcción de muchas de las figurillas.

## Período védico (c.1750–500a.C)
El período védico, llamado así por la religión védica de los indoarios del reino de Kuru, duró desde c. 1750 a 500 a. C. Los indoarios eran una rama de la familia de lenguas indoeuropeas, que muchos eruditos creen que se originó en la cultura kurgana de las estepas de Asia central. De hecho, la religión védica, incluidos los nombres de ciertas deidades, era en esencia una rama de la misma tradición religiosa de los antiguos griegos, romanos, persas y germánicos. Por ejemplo, el dios védico Diaus Pitar es una variante del dios protoindoeuropeo Dieus, del que también derivan el Zeus griego y el Júpiter romano.
Aunque algunas representaciones tempranas de deidades parecen aparecer en el arte de la civilización del valle del Indo, quedan muy pocos artefactos religiosos del período correspondiente a la migración indoaria durante el período védico. Se ha sugerido que la religión védica primitiva se centró exclusivamente en la adoración de puramente «fuerzas elementales de la naturaleza mediante sacrificios elaborados», que no se prestaban fácilmente a representaciones antropomorfológicas. Varios artefactos pueden pertenecer a la cultura de los depósitos de cobre, algunos de ellos sugiriendo características antropomorfológicas. Las interpretaciones varían en cuanto al significado exacto de estos artefactos, o incluso la cultura y la periodización a la que pertenecían.
Después del 1100 a. C., con la introducción del hierro, las tribus indoarias se trasladaron a la llanura occidental del Ganges, adaptando un estilo de vida agrario. Aparecieron formas de estado rudimentarias, de las cuales la tribu y el reino Kuru fueron los más influyentes. Consistían en una unión tribal, que se convirtió en la primera sociedad estatal registrada en el sur de Asia alrededor del año 1000 a. C. Esto cambió decisivamente la herencia religiosa del período védico temprano, recopilando sus himnos rituales en las colecciones de Veda y desarrollando nuevos rituales que ganaron su posición en la civilización india como los rituales ortodoxos srauta-sutra, que contribuyeron a la llamada «síntesis clásica» o «síntesis hindú».

## Segunda urbanización y declive del brahmanismo (c.600-200a.C)

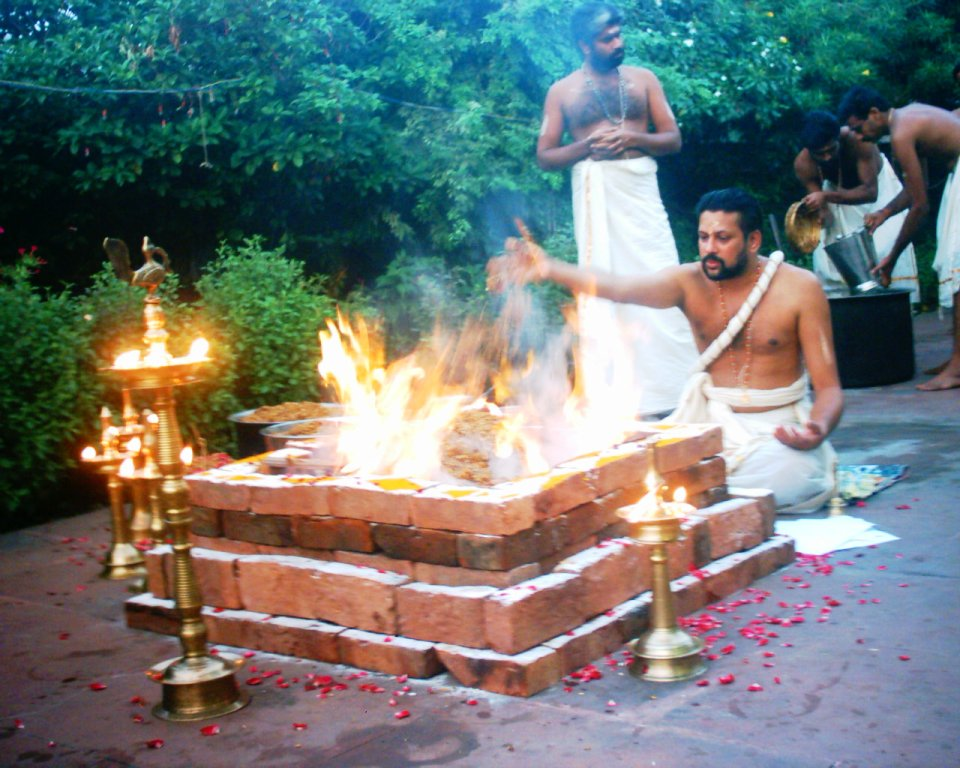
Los rituales śrauta fueron una tradición vedista que permaneció en la India meridional.

El vedismo, con sus rituales ortodoxos, puede haber sido desafiado como consecuencia de la creciente urbanización de la India en los siglos VII y VI a. C. y la afluencia de estímulos extranjeros iniciada con la conquista aqueménida del valle del Indo (alrededor de 535 a. C). Surgieron nuevos movimientos ascéticos, que desafiaron la ortodoxia religiosa establecida, como el budismo, el jainismo y los cultos populares locales. La representación antropomórfica de varias deidades aparentemente se reanudó a mediados del primer milenio a. C., también como consecuencia de la autoridad reducida del vedismo.
El período posvédico de la Segunda Urbanización vio un declive del brahmanismo. Al final del período védico, el significado de las palabras de los Vedas se había vuelto mal visto y se percibía como «una secuencia fija de sonidos» con un poder mágico, «significando un final». Con el crecimiento de las ciudades, que amenazaba los ingresos y el patrocinio de los brahmanes rurales, el auge del budismo, la campaña india de Alejandro Magno (327-325 a. C), la expansión del Imperio Maurya (322-185 a. C) que adoptó el budismo y las invasiones y el gobierno saka del noroeste de la India (siglo II a. C.-siglo IV d. C), el brahmanismo enfrentaba una grave amenaza a su existencia.

## Síntesis hindú e hinduismo clásico (c.200a.C.-1200d.C)
El declive del brahmanismo se superó proporcionando nuevos servicios e incorporando la herencia religiosa indoaria no védica de la llanura oriental del Ganges y las tradiciones religiosas locales, dando lugar al hinduismo contemporáneo. Entre el 500–200 a. C. y c. 300 d. C. se desarrolló la «síntesis hindú»,–200 que incorporó influencias sramánicas y budistas y de la tradición bhakti emergente. Esta síntesis surgió bajo la presión del éxito del budismo y el jainismo.

### «Edad dorada» de la India (c.320–650d.C)
Durante este período, el poder se centralizó, junto con un crecimiento del comercio a distancia, la estandarización de los procedimientos legales y la difusión general de la alfabetización. El budismo Mahayana floreció, pero la cultura brahmana ortodoxa comenzó a ser rejuvenecida por el patrocinio de la dinastía Gupta, que eran vaisnavas. La posición de los brahmanes se reforzó, y los primeros templos hinduistas dedicados a las deidades surgieron durante la era tardía Gupta. Durante el reinado Gupta se escribieron los primeros Puranas, que se utilizaron para difundir «la ideología religiosa dominante entre los grupos tribales y prealfabetizados en proceso de aculturación». Los Gupta patrocinaron la religión puránica recién emergente, buscando legitimidad para su dinastía. El hinduismo puránico resultante difería notablemente del brahmanismo anterior de los Dharma śāstra y los smritis.

### Hinduismo Clásico Tardío e hinduismo puránico (c.650-1200d.C)
Tras el fin de la dinastía Gupta y el colapso del Imperio Harsha, la desintegración del poder central condujo a la regionalización de la religiosidad y la rivalidad entre creencias. Se intensificaron los cultos y lenguas locales, y se redujo la influencia del «hinduismo ritualista brahmánico». Surgieron movimientos rurales y devocionales, junto con el shivaísmo, el vaisnavismo, el bhakti y el tantra, aunque «las agrupaciones sectarias sólo estaban al comienzo de su desarrollo». Los movimientos religiosos tuvieron que competir por el reconocimiento de los señores locales. El budismo perdió su posición después del siglo VIII y comenzó a desaparecer en la India.

## Períodos medieval y moderno temprano (c.1200-1850d.C)

### Dominio musulmán

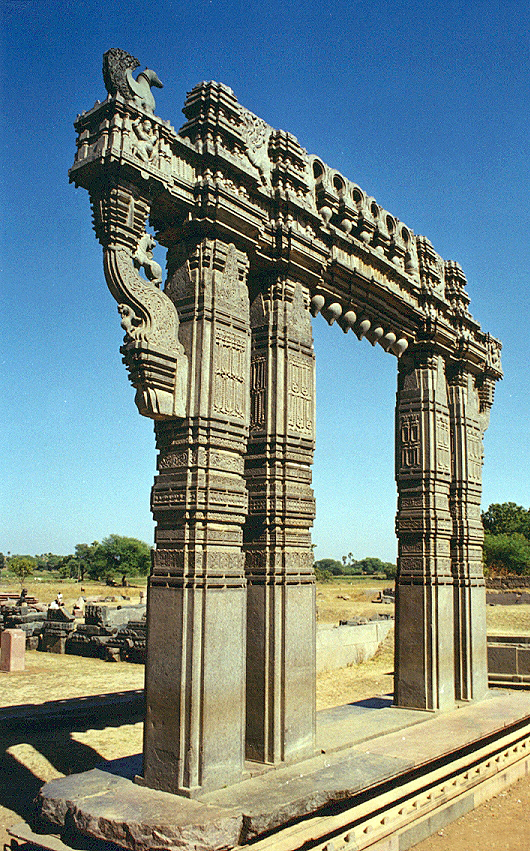
Kakatiya Kala Thoranam (puerta de Warangal) construida por la dinastía Kakatiya y actualmente en ruinas; uno de los muchos complejos de templos destruidos por el Sultanato de Delhi.

Aunque el islam llegó al subcontinente indio a principios del siglo VII con el advenimiento de los comerciantes árabes, comenzó a afectar a las religiones indias después del siglo X, y particularmente después del siglo XII con el establecimiento y luego la expansión del dominio islámico. Durante este período, el budismo declinó rápidamente mientras que el hinduismo se enfrentó a la violencia religiosa dirigida por militares y patrocinada por los sultanatos. Había una práctica generalizada de redadas, incautación y esclavitud de familias de hindúes, que luego eran vendidos en ciudades del Sultanato o exportados a Asia Central. Algunos textos sugieren que varios hindúes se convirtieron por la fuerza al islam. A partir del siglo XIII, durante un período de unos 500 años, muy pocos textos, de los numerosos escritos por historiadores de la corte musulmana, mencionan «alguna conversión voluntaria de hindúes al islam», lo que sugiere la insignificancia y quizás la rareza de tales conversiones. Por lo general, los hindúes esclavizados se convirtieron al islam para obtener su libertad. Hubo excepciones ocasionales a la violencia religiosa contra el hinduismo. Akbar, por ejemplo, reconoció el hinduismo, prohibió la esclavitud de las familias de los cautivos de guerra hindúes, protegió los templos y abolió los discriminatorios yizia (impuestos) contra los hindúes. Sin embargo, muchos gobernantes musulmanes del Sultanato de Delhi y del Imperio mogol, antes y después de Akbar, desde los siglos XII al XVIII, destruyeron templos hindúes.

### Unificación del hinduismo
El hinduismo experimentó cambios profundos, ayudado en parte por maestros como Rāmānuja Āchārya, Madhwa y Chaitania. Los seguidores del Movimiento Bhakti se alejaron del concepto abstracto de Brahman, que el filósofo Adi Shankara consolidó unos siglos antes, con una devoción apasionada y emocional hacia los avatares más accesibles, especialmente Krishna y Rama. Según Nicholson, ya entre los siglos XII y XVI, «ciertos pensadores comenzaron a tratar como un todo las diversas enseñanzas filosóficas de los Upanishads, las epopeyas, los Puranas y las escuelas conocidas retrospectivamente como los "seis sistemas" (saddarsana) de filosofía hindú dominante». Michaels señala que surgió una historización que precedió al nacionalismo posterior, articulando ideas que glorificaban el hinduismo y el pasado.